# هکینتاش

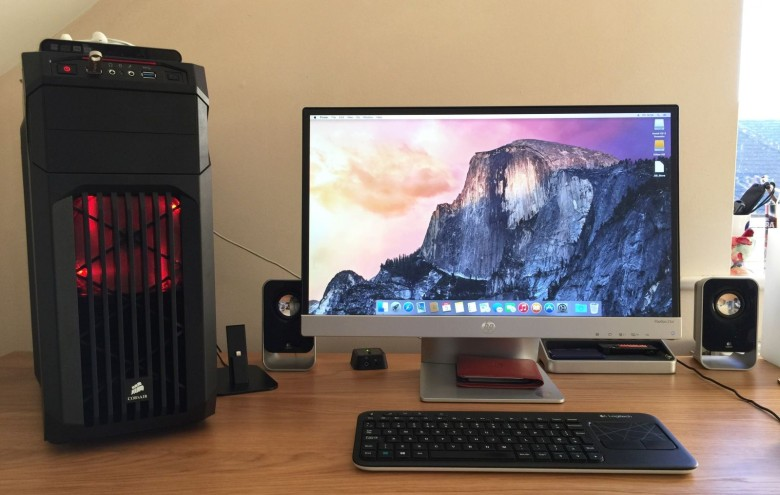
هکینتاش

هکینتاش  یک پروژه هک کردن مشترک با هدف پیاده‌سازی مک او اس اکس بر روی کامپیوترهای شخصی(که ساخت شرکت اپل نمی‌باشد) با سی پی یو‌های دارای معماری اکس۸۶ میباشد. تلاشها برای پیاده‌سازی سیستم عامل اپل بعد از کنفرانس جهانی توسعه‌دهندگان اپل سال ٢٠٠٥ که در آن شرکت اپل خبر از انتقال کامپیوترهای شخصی اپل از پاور پی سی به اینتل داد آغاز شد. نام هکینتاش از دو بخش "هک" و "اینتاش" که از سیستم عامل اصلی شرکت اپل که مکینتاش میباشد بر گرفته شده‌است.